# N. Mølgaard Andersen
Nikolaj Mølgaard-Andersen (født 21. maj 1895 i Thise, død 16. juli 1979 i Skive) var malermester og kunstmaler. 
Mølgaard Andersen stil var gennemgående naturalistisk, men han eksperimenterede med kubisme, dog med naturen som forlæg, som f.eks. et værk som fik titlen Kubisme i skoven. Motiverne er gennemgående fra Skive by og omegn, Fur og Vesterhavskysten, men på sine udlandsrejser malede han også. Blandt andet findes motiver fra Rom, Rhodos, Paris, Tunesien og Marokko. Desuden udsmykkede han det gamle, nu nedrevne, missionshus i Skive, malede et alterbillede i Farsø Kirke. Nogle få abstrakte malerier fra hans hånd findes også.
Ved sin død efterlod han sig sin hustru Dagmar Mølgaard og sin anden søn, Find Mølgaard Andersen, der også blev maler (1934-2015). Den første søn, Filip, døde som ganske ung.